# Stony-Gletscher
Der Stony-Gletscher (stony englisch für „steinig“) ist ein etwa 5,4 km langer Talgletscher in den Revelation Mountains, einer Gebirgsgruppe im äußersten Südwesten der Alaskakette im US-Bundesstaat Alaska.

## Lage
Das Nährgebiet des Stony-Gletschers liegt auf einer Höhe von 2000 m im Süden der Revelation Mountains. Der maximal einen Kilometer breite Gletscher strömt anfangs 5 km nach Nordosten und wendet sich anschließend in Richtung Südosten. Der Gletscher endet auf etwa 1200 m Höhe. Darunter schließt sich eine etwa 1,5 km lange Moräne an. Mit dem Klimawandel zieht sich der Gletscher immer weiter zurück und hinterlässt eine immer größere Moräne. Das Schmelzwasser, das unter dem Gesteinsschutt der Moräne abfließt, speist den Stony River. Dieser gehört zum Flusssystem des Kuskokwim River. Von Nordwesten trifft ein 1,7 km langer Nebengletscher auf den Stony-Gletscher, etwa einen Kilometer weiter abwärts ein 2,6 km langer Nebengletscher aus Richtung Nordnordwest. Die Fläche des Gletschergebietes umfasst eine Fläche von etwa 6,5 km². Es wird von einer mehr als 1700 m hohen Bergkette im Südosten, im Süden, im Westen und im Norden umschlossen. Höchster Punkt dieser Bergkette bildet der im Nordwesten gelegene Mount Mausolus mit einer Höhe von 2795 m.